# La Croixille
La Croixille település Franciaországban, Mayenne megyében. Lakosainak száma 633 fő (2022. január 1.). La Croixille Montautour, Princé, Saint-M’Hervé, Le Bourgneuf-la-Forêt, Bourgon és Juvigné községekkel határos.

## Népesség
A település népességének változása:
| Lakosok száma | 705  | 534  | 482  | 604  | 691  | 691  | 688  | 652  | 635  | 633  |
|               | 1968 | 1982 | 1990 | 2006 | 2013 | 2015 | 2017 | 2019 | 2020 | 2022 |